# Bednes purvs
Bednes purvs este o arie protejată (arie specială de conservare — SAC, sit de importanță comunitară — SCI, arie de protecție specială avifaunistică — SPA) din Letonia întinsă pe o suprafață de 30,12 ha, integral pe uscat.

## Localizare
Centrul sitului Bednes purvs este situat la coordonatele 57°36′09″N 26°11′59″E / 57.6026°N 26.1998°E.

## Înființare
Situl Bednes purvs a fost declarat arie de protecție specială avifaunistică în decembrie 2002 pentru a proteja 4 specii de plante și 1 specie de animale. Alte tipuri de protecție:
- sit de importanță comunitară (în mai 2004)
- arie specială de conservare (în mai 2004)[1][3][4]

## Biodiversitate
Situată în ecoregiunea boreală, aria protejată conține 4 habitate naturale: Turbării active, Mlaștini turboase de tranziție și turbării mișcătoare, Taiga vestică, Mlaștini împădurite.
La baza desemnării sitului se află mai multe specii protejate:
- plante (4): Hamatocaulis lapponicus, Hamatocaulis vernicosus, moșișoare (Liparis loeselii), ochii-șoricelului (Saxifraga hirculus)
- nevertebrate (1): libelule (Leucorrhinia pectoralis)

Pe lângă speciile protejate, pe teritoriul sitului au mai fost identificate 2 specii de plante, 2 specii de nevertebrate.